# Mohamed Ababou
Pour les articles homonymes, voir Ababou.
Mohamed Ababou (en arabe : محمد أعبابو ; 1er janvier 1934 - 20 juillet 1976) était un officier supérieur de l'armée marocaine. Originaire de la commune de Boured, cercle d'Aknoul, province de Taza, Il est l'un des fils de Mohand ben Messaoud Ababou dit Cheikh Messaoud, qui fut proche d' Abdelkrim el-Khattabi et du docteur el-Khattib, tour à tour seigneur féodal de la tribu Gzenaya , vétéran de la guerre du rif et figure de l'indépendance marocaine,

## Biographie
Ancien élève du Collège berbère d'Azrou, Mohamed Ababou a suivi sa formation militaire à l'école de Dar al-Bayda à Meknès. Il est issu de la promotion de l'indépendance (1955). Son mentor était le Général Medbouh.   
Le 10 juillet 1971, avec ce dernier et M'hamed Ababou, il organisa le coup d'État de Skhirat contre le roi Hassan II. Il occupait alors la fonction de directeur adjoint de l'école d'état-major au grade de Lieutenant-Colonel.  
À l'issue d'un procès fleuve, et après un long plaidoyer il sera condamné à 20 ans de prison. 
Après le coup d'État de Mohemmed Oufkir il sera mis au secret à Rabat au Point fixe 3 (PF3), où il sera exécuté sans procès en 1975 après une tentative d'évasion. Il avait 41 ans. 

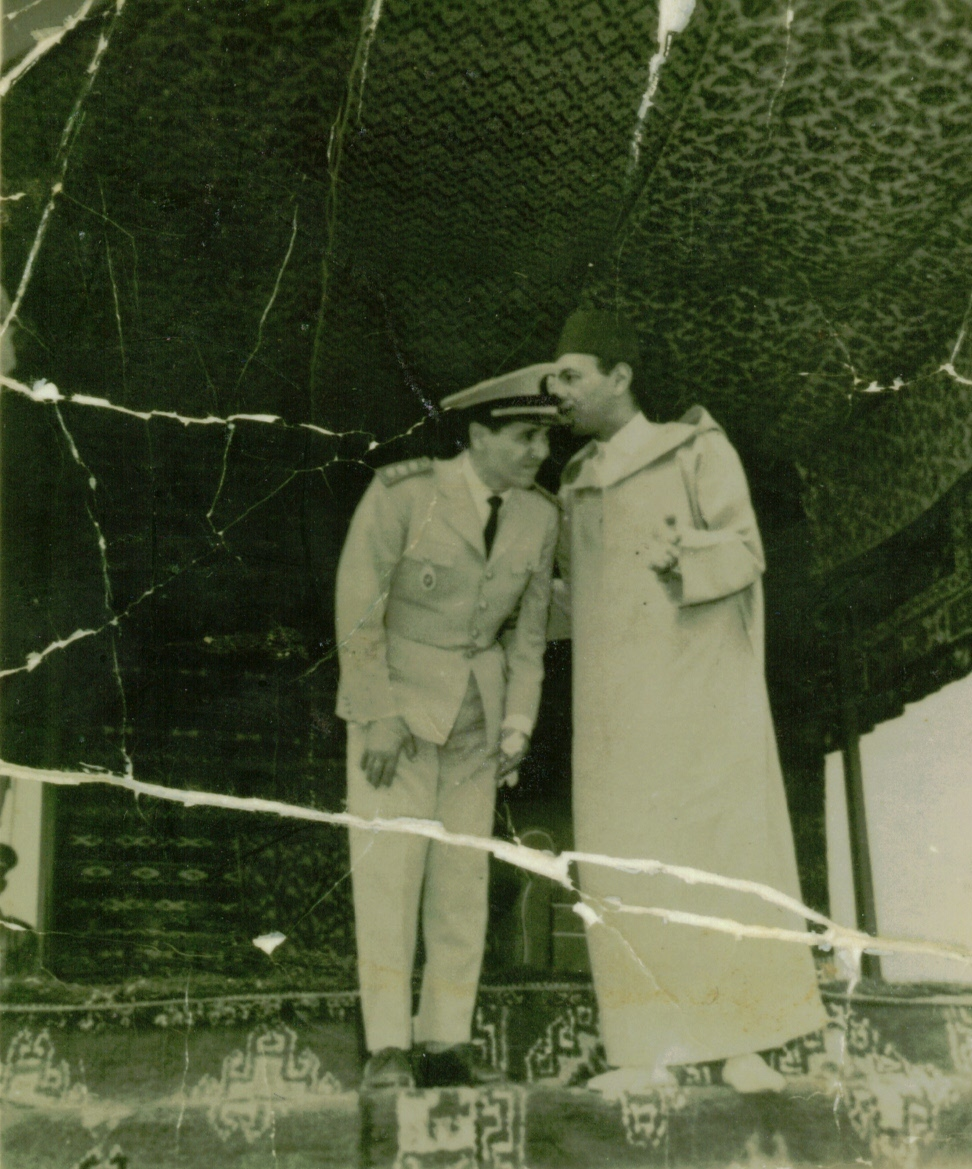
A Aknoul en 1962, le capitaine Mohemed Ababou recevant en qualité de Super Caid de la tribu Gzenaya, le roi Hassan 2 lors d'une grande fête populaire donnée en l'honneur, de ce dernier.